# اوندژی هیما
اوندژی هیما (چکی: Ondřej Hejma; ۳ فوریهٔ ۱۹۵۱ – ) خواننده و ترانه‌سرای گروه چک «Žlutý pes» است. پس از فارغ‌التحصیلی به عنوان مترجم و مترجم مشغول به کار شد. از سال ۱۹۸۷، او به عنوان خبرنگار برای آسوشیتدپرس در چکسلواکی کار کرد و سپس به سایر رسانه‌های چک نیز کمک کرد. او تاکنون سه کتاب نوشته‌است و میزبان چند مسابقه تلویزیونی بوده‌است.